# Wiwaxia
 Wiwaxia  ist eine ausgestorbene Tiergattung, die in den Fossillagerstätten des unteren und mittleren Kambriums wie dem Burgess-Schiefer überliefert ist. Zwei Arten, die dieser Gattung zugeschrieben werden, sind bekannt.
Der weiche Körper der Tiere war mit Rückenpanzerplättchen (Skleriten) und langen stachelähnlichen Körperfortsätzen besetzt, welche sich in den Sedimentgesteinen hauptsächlich erhalten haben. Vollständige erhaltene Exemplare haben eine Länge von 3,4 mm bis etwas über 5 cm. Die genaue taxonomische Einordnung der Gattung ist unter Paläontologen noch umstritten.

## Entdeckungsgeschichte
Wiwaxia wurde ursprünglich 1899 von George Frederic Matthew anhand eines einzelnen Stachels beschrieben, der im Ogyopsis-Schiefer gefunden wurde, und als Hyolithid klassifiziert. Weitere Exemplare wurden von dem amerikanischen Paläontologen Charles Doolittle Walcott im Jahr 1911 bei einer seiner Feldexkursionen zum nahegelegenen Burgess-Schiefer in den kanadischen Rocky Mountains gefunden. Walcott klassifizierte das Fossil als ein Mitglied der Klasse der Polychaeta innerhalb des Stammes der Ringelwürmer.
1966 und 1967 unternahm ein von Harry B. Whittington geführtes Team erneut eine Expedition zum Burgess-Schiefer und fand dabei so viele Fossilien, dass es Jahre dauerte, sie alle auszuwerten. Zudem war Wiwaxia eines der schwierigsten zu analysierenden Fossilien. Aus dem Burgess-Schiefer sind 464 Exemplare von Wiwaxia bekannt, womit sie 0,88 % der Faunengemeinschaft ausmachen. Simon Conway Morris, ein Mitglied von Whittingtons Team, publizierte 1985 eine detaillierte Beschreibung, in der er zu dem Schluss kam, dass Wiwaxia nicht zu den Polychaeta zu stellen war. Bevor 1991 Fragmente in Georgina Basin in Australien gefunden wurden, kamen alle bekannten Individuen von Wiwaxia entweder direkt aus dem Burgess-Schiefer oder aus Fundstellen in der näheren Umgebung. Im Jahr 2004 machte man in derselben Lagerstätte weitere Funde, die zwei neue Arten repräsentieren könnten.
1994 wurde eine weitere Art (W. taijiangensis) anhand von fragmentarisch erhaltenen Fossilien beschrieben. Diese waren in der Kaili-Formation in China gefunden worden, die auf das Ende des mittleren Kambriums datiert werden.

## Auftreten

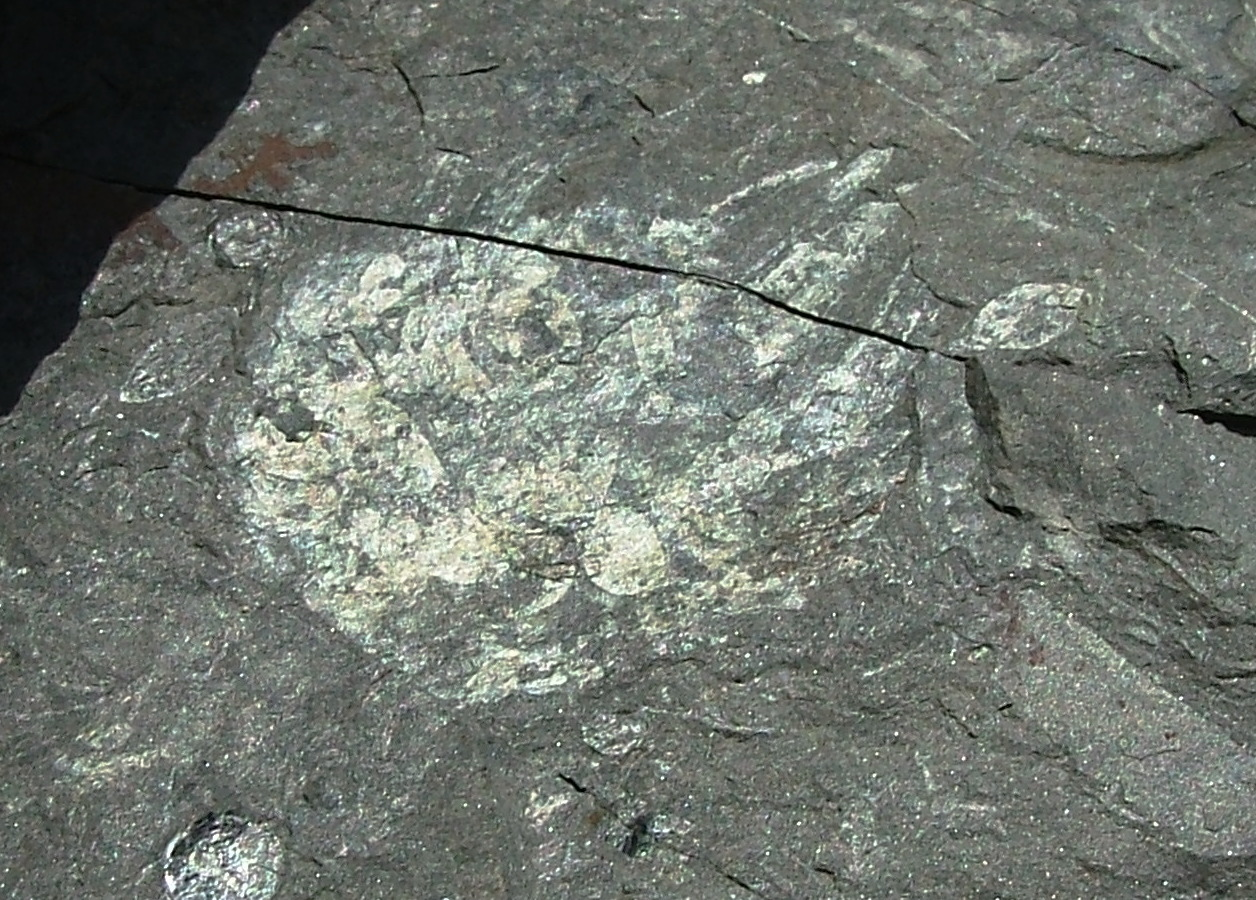
Fossiles Exemplar aus der Schutthalde unterhalb des Walcott-Steinbruchs mit großen Körperskleriten und langen Stacheln

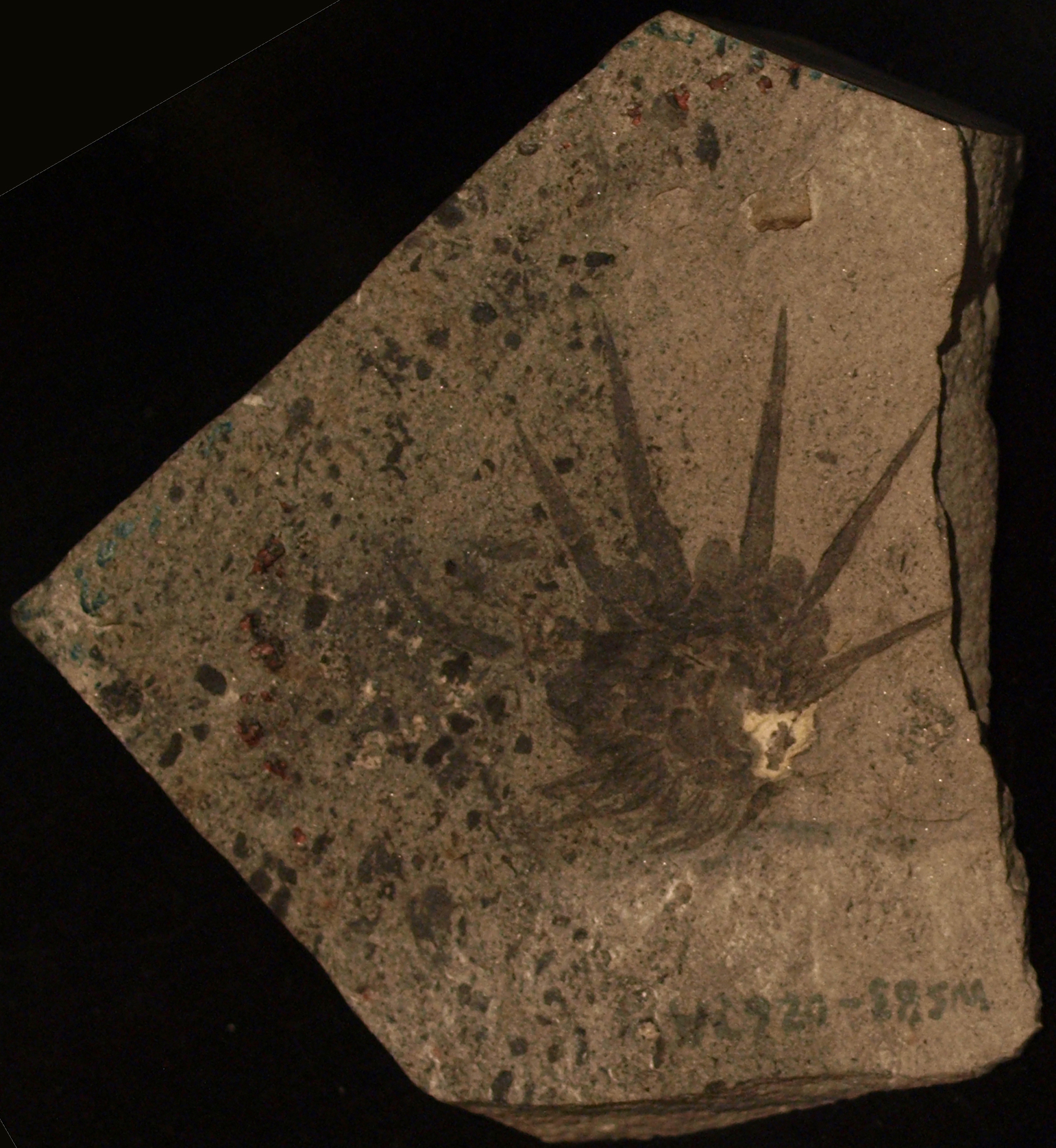
Exemplar mit weit gespreizten Stacheln

Halbwegs vollständige Exemplare wurden im Burgess-Schiefer gefunden, der das mittlere Kambrium um 505 mya repräsentiert. Fragmentarisch erhaltene Fossilien entdeckte man in geringfügig älteren oder jüngeren Schichten nahe dem Burgess-Schiefer, in der Kaili-Formation in China, die auf das Ende des mittleren Kambriums datiert wird, sowie in den mittelkambrischen Schichten der Buchava-Formation im tschechischen Týřovice nad Berounkou (Moderhof). Weitere Exemplare stammen aus der unterkambrischen Mount-Cap-Formation in den Mackenzie Mountains im Nordwesten Kanadas, dem Emu-Bay-Schiefer auf der Känguru-Insel vor der Südküste Australiens, welche in dem Abschnitt des oberen Botomiums im unteren Kambrium entstand, und aus dem mittleren Botomium Sibiriens.
Die Funde zeigen, dass Wiwaxia und viele der anderen Lebensformen des Burgess-Schiefers weit verbreitet waren.

## Beschreibung

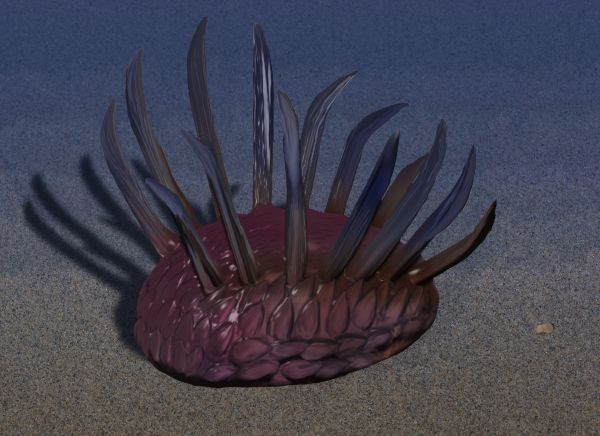
Rekonstruktion

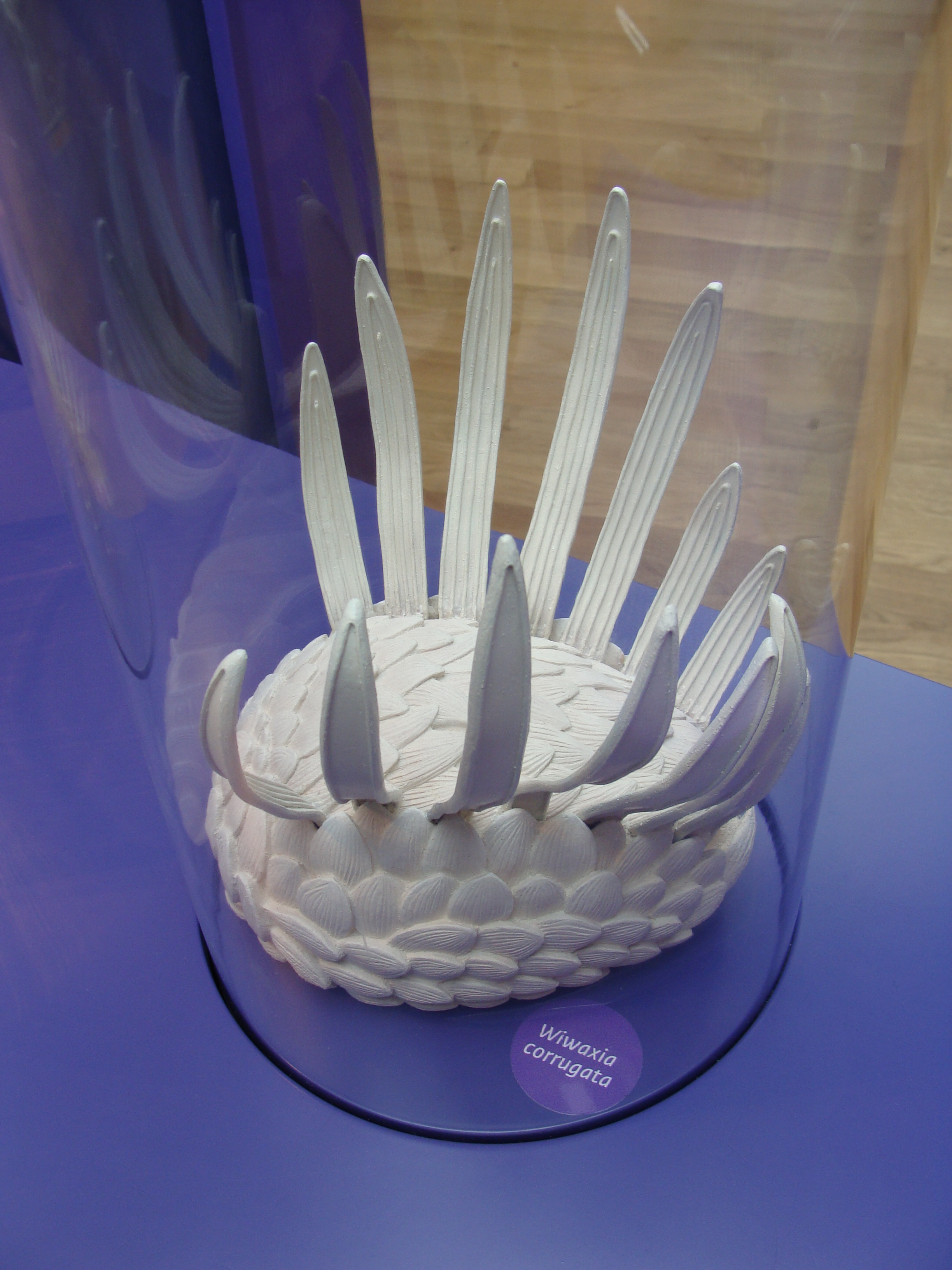
Rekonstruktion von Wiwaxia corrugata im Königlich Belgischen Institut für Naturgeschichte

Diese Beschreibung orientiert sich vornehmlich an der Art Wiwaxia corrugata, da diese mit 138 vollständigen Exemplaren aus dem Burgess-Schiefer überliefert ist, während die zweite Art lediglich fragmentarisch erhalten ist.

### Körperform
Wiwaxia besaß einen zweiseitig symmetrischen Körper, der von oben gesehen eine elliptische Form ohne distinkten Kopf oder Schwanz hatte. Von vorn gesehen besaß das Tier eine beinahe rechteckige Form. Die am vollständigsten erhaltenen Fossilien unterscheiden sich in der Größe. Eine Gruppe hat eine Körperlänge von 2 bis 5 cm, wobei es sich wohl um ausgewachsene Tiere handelt, während die andere Gruppe eine Länge von nur 3,4 mm bis 1,5 cm aufweist. Bei diesen Exemplaren handelt es sich vermutlich um Jungtiere. Die Körperhöhe von Wiwaxia ist schwer abzuschätzen, da die Tiere nach ihrem Tod zusammengepresst wurden. Ein Exemplar mit der durchschnittlichen Länge von 3,4 cm könnte ohne die stachelartigen Fortsätze eine Körperhöhe von 1 cm besessen haben. Das Verhältnis von Körperlänge zu -höhe scheint sich während des Wachstums der Tiere nicht verändert zu haben.

### Körperoberfläche
Die Körperoberfläche war mit Panzerplatten bedeckt, außerdem befanden sich auf dem Rücken lange Stacheln. Wahrscheinlich haben die Tiere sich gehäutet.

#### Panzerplatten
Der Körper des Tieres war bedeckt von kleinen, geriffelten Panzerplatten, sogenannten Skleriten, die sich überlappend flach auf dem Körper auflagen. Die Körperplatten bildeten fünf Hauptregionen: Die Oberseite mit 8 bis 9 Reihen von Skleriten; den oberen seitlichen Teil mit 11 bis 12; den unteren seitlichen Teil mit 8; die Vorderseite und den Bereich, der dem Meeresboden am nächsten war mit 12–17 Reihen. Der Großteil der Sklerite hatte eine ovale Form, die ventrolateralen, die dem Meeresboden am nächsten waren, waren jedoch sichelförmig und bildeten eine Reihe, wobei ihre Spitzen nach unten zeigten. Zusätzlich besaß Wiwaxia zwei Reihen ebenfalls geriffelter Stacheln, die auf jeder Seite der Oberseite des Körpers nach oben herausragten und an ihren Enden eine leichte Krümmung nach oben aufwiesen. Die Fortsätze konnten eine Länge von 11 bis 52 mm erreichen. Die Anzahl der stachelartigen Fortsätze scheint von der Größe des Individuums abhängig gewesen zu sein, konnte jedoch bis zu 12 pro Seite betragen. Die Anzahl und der Abstand der Stacheln war bei den gefundenen Exemplaren asymmetrisch. Dies mag dem natürlichen Wuchs entsprechen und nicht auf Einwirkung von Fressfeinden vor oder nach dem Tod der Tiere zurückgehen. Obwohl normalerweise die Stacheln in der Mitte jeder Reihe mit bis zu 5 cm die längsten waren, wiesen einige gefundene Exemplaren verhältnismäßig kurze mittlere Stachelfortsätze auf, was vielleicht darauf zurückzuführen ist, dass es sich dabei um nachwachsende Stacheln handelte. Es scheint, dass die kleinsten Exemplare noch keine langen dorsalen Stacheln besaßen und diese erst bei größeren Jungtieren rasch, bei erwachsenen Wiwaxia langsamer wuchsen.
Jede Platte war einzeln im Körper verwurzelt. Die Wurzeln der Körpersklerite besaßen 40 %, die Wurzeln der Stacheln umfassten ca. 25 % der äußeren Länge der Sklerite. Sie saßen in Beuteln in der Haut, ähnlich den Haarfollikeln der Säugetiere. Die Wurzeln der Körpersklerite waren signifikant schmaler als die eigentlichen Sklerite, die Wurzeln der Stachel-Sklerite aber waren ungefähr so breit wie ihre Basen. Beide Typen von Wurzeln bestanden aus relativ weichem Gewebe. Die Sklerite und Stacheln waren nicht verkalkt und einige zerbrochene Exemplare sind ausgefranst, so dass man annimmt, dass sie eine fasrige Struktur besaßen. Die Art und Weise der Konservierung deutet darauf hin, dass die Sklerite nicht wie die Exoskelette der Insekten aus Chitin bestanden. Wahrscheinlich wurden sie aus Proteinen oder Kollagen gebildet, das auch im menschlichen Knorpelgewebe und Sehnen enthalten ist. Da die Körpersklerite Basen hatten, die schmaler waren als die harten äußeren Teile, ist ihr Wachstum nur schwierig nachzuvollziehen. Nachdem Butterfield 1990 einige der Sklerite sowohl unter dem optischen als auch unter dem Rasterelektronenmikroskop untersucht hatte, kam er zu dem Schluss, dass die Sklerite nicht hohl sind und die Basen sich spalteten und spreizten und so die Körperplatten formten. Dies ist ein Muster, das an den Aufbau der Blätter von Monokotyledonen erinnert.

#### Häutung

Größendarstellung verschiedener Invertebraten aus dem Burgess-Schiefer (Wiwaxia in Dunkelblau)

Ein junges Exemplar scheint im Zustand der Häutung überliefert zu sein, es hat seine alte Panzerung noch nicht vollständig abgeworfen. Der neue Satz Stacheln erscheint weniger starr als der ältere und geringfügig unterentwickelt, als ob die Stacheln im nächsten Schritt mit Körperflüssigkeit aufgepumpt würden und danach aushärteten. Die neue Panzerung besaß vermutlich ein um 50 bis 70 % größeres inneres Volumen als die alte. Die Häutung scheint in einem Schritt abgelaufen zu sein, da erwachsene Exemplare keine Unterbrechungen in der Panzerung aufweisen, die auf eine Häutung von Teilen des Panzers oder von einzelnen Skleriten hindeuten. Da die Basen der Sklerite relativ schmal waren und es keine Anzeichen für ein Aufspleißen der Sklerite während der Häutung gibt, erforderte das Zurückziehen des Weichgewebes aus den Skleriten eventuell dessen Aufspaltung in eine flüssige Form, wie dies in den Scheren von Krabben und Hummern bei der Häutung geschieht. Die Haut musste ebenfalls abgestoßen werden, weil die abgeworfene Panzerung als eine Einheit erscheint und nicht aus verstreuten Skleriten bestand. Bei dem jugendlichen Exemplar, das sich gerade häutete, als es starb, scheint sich auch der Fressapparat erneuert zu haben, da bei diesem Exemplar eine Zahnreihe nach vorn gerichtet ist.

#### Stacheln
Die langen dorsalen Stacheln fungierten aller Wahrscheinlichkeit nach als Verteidigung gegen Räuber, zumal Funde zerbrochener Stacheln darauf hindeuten, dass Wiwaxia angegriffen wurde. Das Wesen kroch wahrscheinlich über den Meeresboden und ernährte sich von Partikeln, die aus höheren Wasserschichten herabgesunken waren. Wiwaxia zeigt keine Anzeichen von Beinen und war vermutlich zu groß, um sich mit Hilfe von Zilien fortzubewegen. Am plausibelsten ist die Fortbewegung durch Muskelkontraktion. Jungtiere könnten sich in den Meeresboden eingegraben haben. An den ventrolateralen Skleriten eines Individuums sind die Überreste des Brachiopoden Diraphora bellicostata gefunden worden, was darauf hindeutet, dass erwachsene Vertreter von Wiwaxia nicht im Meeresboden wühlten oder diesen allzu tief durchpflügten, während sie sich fortbewegten. Zwei weitere Exemplare von Diraphora bellicostata hafteten an den dorsalen Skleriten. Wiwaxia scheint einzelgängerisch und nicht in Gruppen gelebt zu haben.

### Nahrungsaufnahme
Wiwaxias flache Unterseite war weich und nicht gepanzert. Über die innere Anatomie ist nur wenig bekannt. Der Verdauungstrakt verlief offensichtlich gerade von vorn nach hinten. An dessen vorderem Ende befanden sich, bei einem Tier mit der durchschnittlichen Größe von 2,5 cm ca. 5 mm von der Mundöffnung entfernt, die Fresswerkzeuge, die aus zwei (bei einigen wenigen Exemplaren auch drei) Reihen nach innen gerichteter, konischer Zähne bestanden. Dieser Fressapparat war hart genug, um dutzendfach erhalten zu bleiben, war aber nicht verkalkt und ziemlich flexibel, da er zusammengeklappt und zurückgezogen werden konnte, falls nicht benötigt. Wenn das Tier fraß, wurde der Fressapparat nach vorn aus dem Mund geschoben. Zwei Reihen mit derselben Anzahl von Zähnen wie bei größeren Individuen sind selbst bei den kleinsten Exemplaren vorhanden. Dies weist darauf hin, dass die Fressgewohnheiten von Wiwaxia sich nach dem Larvenstadium nicht veränderten. Die Fresswerkzeuge funktionierten vermutlich wie Raspeln, mit denen Bakterien von dem Mikrobenteppich gekratzt wurden, der den Meeresboden bedeckte. Es ist auch möglich, dass damit wie mit einem Rechen Nahrungspartikel vom Meeresboden aufgesammelt wurden.
Da es keine Anzeichen von Tentakeln oder Augen gibt, nimmt man an, dass sich Wiwaxia hauptsächlich auf ihre chemischen Sinne, Geschmack und Geruchssinn, verließ. Die Art und Weise der Atmung von Wiwaxia ist ebenfalls unbekannt.

## Systematik

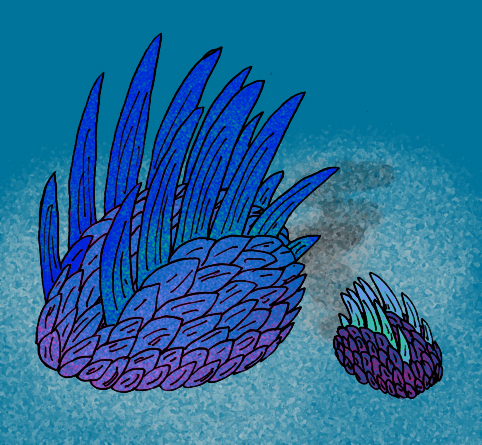
Wiwaxia corrugata Rekonstruktion

Während des Kambriums entstanden die meisten der heute bekannten Stämme.
Folglich muten viele später ausgestorbene Abstammungslinien intermediär zu zwei oder mehreren modernen Gruppen an oder besitzen nicht alle Merkmale, die die Mitglieder einer modernen Gruppe aufweisen. Sie fallen daher in die „Stammgruppen“ eines modernen Taxons. Die Debatte darüber, ob Wiwaxia in eine moderne Kronengruppe oder eine Stammgruppe eingeordnet werden muss, hält weiter an. Als Walcott Wiwaxia zuerst beschrieb, nahm er an, es handele sich um einen Vielborster aus der Klasse der Ringelwürmer und bei seinen Skleriten um Elytren ähnlich denen der Ringelwürmer. In jüngerer Zeit wurde die Debatte intensiv geführt. Vorschläge zur Klassifikation waren unter anderem: Wiwaxia als Mitglied eines ausgestorbenen Phylums, das entfernt mit den Mollusken verwandt war; als einer Kronengruppe der Polychaeta zugehörig; als Angehöriger einer Stammgruppe der Annelida; als ein problematischer Vertreter der Abteilung der Bilateria; als Stammgruppe oder möglicherweise primitiver Vertreter einer Kronengruppe der Mollusken.
1985 gestand Simon Conway Morris Walcott zwar zu, dass es Ähnlichkeiten mit den Vielborstern gab, betrachtete jedoch die Sklerite von Wiwaxia als von den Elytren der Anneliden verschieden. Beeindruckender empfand er die Ähnlichkeiten zwischen Wiwaxias Fressapparat und der Radula einiger Mollusken und stellt das Tier in das neue Taxon Molluscata, das nach seinem Vorschlag auch die Mollusken und die Hyolitha enthalten sollte. Als er später das erst halbwegs erhaltenen Exemplare von Halkieria beschrieb, vertrat er die Ansicht, diese seien nahe verwandt mit Wiwaxia.
Nick Butterfield, 1990 Doktorand der Paläontologie in Harvard, stimmte Morris zu, dass die Sklerite wie Elytren, die Deckflügeln von Käfern, gestaltet waren, die relativ fleischig und weich sind. Indessen schlussfolgerte er, dass Wiwaxia aufgrund der harten Sklerite nicht in das Taxon „Coeloscleritophora“ zu stellen war und daher auch nicht näher mit Halkieria verwandt sein konnte, welches hohle Sklerite besaß. Stattdessen glaubte er, dass diese den chitinhaltigen Borsten (Setae) ähnelten, die aus dem Körper moderner Anneliden herausragen und bei einigen Gattungen blattförmige Schuppen bilden, die den Rücken wie Ziegel bedecken. Die Ähnlichkeiten betrafen dabei die Zusammensetzung, die Struktur, die Verwurzelung durch Follikel in der Haut und die allgemeine Erscheinung der Sklerite. Eine Reihe moderner Anneliden entwickelt ebenfalls an beiden Seiten des Körpers Borsten, welche sowohl Walcott als auch Butterfield als vergleichbar mit den dorsalen Stacheln von
Wiwaxia ansahen.
Butterfield argumentierte außerdem, dass Wiwaxias Fressapparat statt in der Mitte des „Kopfes“ genauso gut zweiteilig an den Seiten des „Kopfes“ gesessen haben könnte, wie es bei Polychaeten üblich sei. Er ging so weit, Wiwaxia als ein Mitglied der modernen Ordnung Phyllodocida einzuordnen, und wies darauf hin, dass das offensichtliche Fehlen einer Körpersegmentierung bei Wiwaxia dabei kein Hindernis darstellt, da einige moderne Vertreter der Polychaeten außer während ihrer Entwicklung ebenfalls keine Segmentierung aufweisen. Später stellte er fest, dass Wiwaxia einige Merkmale der Polychaeten nicht besaß, von denen zu erwarten war, dass sie leicht fossilisierten, und betrachtete Wiwaxia daher als einen Stammgruppenanneliden, einen frühen Vorfahren der modernen Anneliden.
|  | \| \| Annelida \| \| \| \| \| \| Canadia \| \| \| \| |
|  |                                                      |
|  | Wiwaxia                                              |
|  |                                                      |
|  | Annelida                                             |
|  |                                                      |
|  | Canadia                                              |
|  |                                                      |

|  | Annelida |
|  |          |
|  | Canadia  |
|  |          |

|  | \| \| Annelida \| \| \| \| \| \| Canadia \| \| \| \| |
|  |                                                      |
|  | Wiwaxia                                              |
|  |                                                      |
|  | Annelida                                             |
|  |                                                      |
|  | Canadia                                              |
|  |                                                      |

|  | Annelida |
|  |          |
|  | Canadia  |
|  |          |

|  | Halkieria evangelista |
|  |                       |
|  | Brachiopoda           |
|  |                       |

|  | \| \| Annelida \| \| \| \| \| \| Canadia \| \| \| \| |
|  |                                                      |
|  | Wiwaxia                                              |
|  |                                                      |
|  | Annelida                                             |
|  |                                                      |
|  | Canadia                                              |
|  |                                                      |

|  | Annelida |
|  |          |
|  | Canadia  |
|  |          |

|  | \| \| Annelida \| \| \| \| \| \| Canadia \| \| \| \| |
|  |                                                      |
|  | Wiwaxia                                              |
|  |                                                      |
|  | Annelida                                             |
|  |                                                      |
|  | Canadia                                              |
|  |                                                      |

|  | Annelida |
|  |          |
|  | Canadia  |
|  |          |

|  | Halkieria evangelista |
|  |                       |
|  | Brachiopoda           |
|  |                       |

|  | \| \| Annelida \| \| \| \| \| \| Canadia \| \| \| \| |
|  |                                                      |
|  | Wiwaxia                                              |
|  |                                                      |
|  | Annelida                                             |
|  |                                                      |
|  | Canadia                                              |
|  |                                                      |

|  | Annelida |
|  |          |
|  | Canadia  |
|  |          |

|  | \| \| Annelida \| \| \| \| \| \| Canadia \| \| \| \| |
|  |                                                      |
|  | Wiwaxia                                              |
|  |                                                      |
|  | Annelida                                             |
|  |                                                      |
|  | Canadia                                              |
|  |                                                      |

|  | Annelida |
|  |          |
|  | Canadia  |
|  |          |

|  | Halkieria evangelista |
|  |                       |
|  | Brachiopoda           |
|  |                       |

|  | \| \| Annelida \| \| \| \| \| \| Canadia \| \| \| \| |
|  |                                                      |
|  | Wiwaxia                                              |
|  |                                                      |
|  | Annelida                                             |
|  |                                                      |
|  | Canadia                                              |
|  |                                                      |

|  | Annelida |
|  |          |
|  | Canadia  |
|  |          |

|  | \| \| Annelida \| \| \| \| \| \| Canadia \| \| \| \| |
|  |                                                      |
|  | Wiwaxia                                              |
|  |                                                      |
|  | Annelida                                             |
|  |                                                      |
|  | Canadia                                              |
|  |                                                      |

|  | Annelida |
|  |          |
|  | Canadia  |
|  |          |

|  | Halkieria evangelista |
|  |                       |
|  | Brachiopoda           |
|  |                       |

|  | \| \| Annelida \| \| \| \| \| \| Canadia \| \| \| \| |
|  |                                                      |
|  | Wiwaxia                                              |
|  |                                                      |
|  | Annelida                                             |
|  |                                                      |
|  | Canadia                                              |
|  |                                                      |

|  | Annelida |
|  |          |
|  | Canadia  |
|  |          |

|  | \| \| Annelida \| \| \| \| \| \| Canadia \| \| \| \| |
|  |                                                      |
|  | Wiwaxia                                              |
|  |                                                      |
|  | Annelida                                             |
|  |                                                      |
|  | Canadia                                              |
|  |                                                      |

|  | Annelida |
|  |          |
|  | Canadia  |
|  |          |

|  | Halkieria evangelista |
|  |                       |
|  | Brachiopoda           |
|  |                       |

|  | \| \| Annelida \| \| \| \| \| \| Canadia \| \| \| \| |
|  |                                                      |
|  | Wiwaxia                                              |
|  |                                                      |
|  | Annelida                                             |
|  |                                                      |
|  | Canadia                                              |
|  |                                                      |

|  | Annelida |
|  |          |
|  | Canadia  |
|  |          |

|  | \| \| Annelida \| \| \| \| \| \| Canadia \| \| \| \| |
|  |                                                      |
|  | Wiwaxia                                              |
|  |                                                      |
|  | Annelida                                             |
|  |                                                      |
|  | Canadia                                              |
|  |                                                      |

|  | Annelida |
|  |          |
|  | Canadia  |
|  |          |

|  | Halkieria evangelista |
|  |                       |
|  | Brachiopoda           |
|  |                       |

|  | \| \| Annelida \| \| \| \| \| \| Canadia \| \| \| \| |
|  |                                                      |
|  | Wiwaxia                                              |
|  |                                                      |
|  | Annelida                                             |
|  |                                                      |
|  | Canadia                                              |
|  |                                                      |

|  | Annelida |
|  |          |
|  | Canadia  |
|  |          |

|  | \| \| Annelida \| \| \| \| \| \| Canadia \| \| \| \| |
|  |                                                      |
|  | Wiwaxia                                              |
|  |                                                      |
|  | Annelida                                             |
|  |                                                      |
|  | Canadia                                              |
|  |                                                      |

|  | Annelida |
|  |          |
|  | Canadia  |
|  |          |

|  | Halkieria evangelista |
|  |                       |
|  | Brachiopoda           |
|  |                       |

|  | \| \| Annelida \| \| \| \| \| \| Canadia \| \| \| \| |
|  |                                                      |
|  | Wiwaxia                                              |
|  |                                                      |
|  | Annelida                                             |
|  |                                                      |
|  | Canadia                                              |
|  |                                                      |

|  | Annelida |
|  |          |
|  | Canadia  |
|  |          |

|  | \| \| Annelida \| \| \| \| \| \| Canadia \| \| \| \| |
|  |                                                      |
|  | Wiwaxia                                              |
|  |                                                      |
|  | Annelida                                             |
|  |                                                      |
|  | Canadia                                              |
|  |                                                      |

|  | Annelida |
|  |          |
|  | Canadia  |
|  |          |

|  | Halkieria evangelista |
|  |                       |
|  | Brachiopoda           |
|  |                       |

Conway Morris und Peel (1995) akzeptierten im Großen und Ganzen die Argumente Butterfields und behandelten Wiwaxia als einen Vorfahren der Polychaeten. Sie sagten, Butterfield habe sie darüber informiert, dass die mikroskopische Struktur der Sklerite von Wiwaxia identisch mit den Borsten von Burgessochaeta und Canadia sei, zwei Polychaeten aus dem Burgess-Schiefer. Conway Morris und Peel fanden außerdem heraus, dass ein Exemplar von Wiwaxia Spuren einer kleinen Schale erkennen ließ, die möglicherweise ein Überbleibsel aus einer früheren Stufe der Evolution der Gattung darstellte. Die Autoren merkten an, dass eine bestimmte Gruppe moderner Polychaeten ebenfalls verkümmerte Überbleibsel einstiger Schalen aufweist. Dennoch vertraten sie weiterhin die Ansicht, dass der Fressapparat von Wiwaxia eher der Radula der Mollusken entsprach. Sie argumentierten auch, dass Wiwaxia ziemlich eng mit den Halkieriidae verwandt war und genau genommen von diesen abstammte, weil die Sklerite ähnlich gruppiert waren, obgleich diejenigen der Halkieriidae viel kleiner und zahlreicher waren. Sie wiesen auch darauf hin, dass Butterfield 1994 Sklerite von Wiwaxia gefunden habe, welche hohl waren. Sie präsentierten ein umfangreiches Kladogramm, nach dem
- die frühen Halkieriidae eine „Schwester“-Gruppe der Mollusken darstellten. Beide waren demnach Abkömmlinge eines ziemlich eng verwandten gemeinsamen Vorfahren.
- die Halkieriidae, die Conway Morris in der Lagerstätte von Sirius Passet in Grönland gefunden hatte, eine Schwestergruppe zu den Brachiopoden bildeten; Tieren, deren moderne Formen zweiklappige Schalen besitzen, sich aber durch einen muskulösen Stiel und einen mit Tentakeln versehenen charakteristischen Fressapparat, den Lophophor, von den Mollusken unterschieden.
- eine weitere Gattung der Halkieriidae, Thambetolepis, die „Großtante“ und Wiwaxia die „Tante“ der Anneliden sei.[17]

Die Meeresbiologin Amélie H. Scheltema befand 2003, dass Wiwaxias Fressapparat der Radula der modernen, schalenlosen Wurmmollusken ähnelte und dass die Sklerite der beiden Gruppen sich stark ähnelten. Sie schloss daraus, dass Wiwaxia in eine Klade zu stellen sei, die auch die Mollusken umfasst.
Der dänische Zoologe Danny Eibye-Jacobsen behauptete 2004, Wiwaxia besitze keine Merkmale, anhand derer sie sicher zu den Polychaeten oder den Anneliden zu stellen sei. Eibye-Jacobsen betrachtete die Borsten als eine Eigenschaft, die Mollusken, Anneliden und Brachiopoden teilten. Selbst wenn die Sklerite den Borsten sehr ähnelten, was der Wissenschaftler bezweifelte, bewiese dies deswegen nicht, das Wiwaxias nächste Verwandte die Anneliden sind. Er zeigte außerdem auf, dass die sehr unterschiedliche Anzahl der Sklerite in verschiedenen Bereichen von Wiwaxias Körper nicht mit irgendeinem plausiblen Muster von Segmentierung einhergingen. Obwohl Eibye-Jacobsen nicht annahm, dass dies die Klassifikation von Wiwaxia als Polychaet verhindere, hielt er das Fehlen distinktiver Merkmale der Polychaeten jedoch gleichzeitig für einen schwerwiegenden Einwand. Seiner Meinung nach gab es keine überzeugenden Gründe, warum Wiwaxia als ein Protoannelid oder als Protomollusk einzuordnen sei.
Butterfield kehrte im Jahr 2006 zu der Debatte zurück und wiederholte seine Argumente, die er 1990 präsentiert hatte, warum Wiwaxia als ein Polychaet zu sehen sei. Obgleich Borsten ein Merkmal verschiedener Gruppen seien, träten sie lediglich bei den Polychaeten als Rückenbedeckung auf.